# Tiempos recios
Tiempos recios es una novela del escritor Mario Vargas Llosa publicada en 2019, que narra la agitada historia de Guatemala a mediados de los años 50 del siglo XX. El libro obtuvo la novena edición del Premio Francisco Umbral al Libro del Año de 2019.
Según Vargas Llosa, la novela muestra «La América Latina del horror, de la barbarie y la violencia; un mundo muy atractivo para la literatura, pero no en la vida real, llena de injusticias».

## Título
El nombre de la novela Tiempos recios hace referencia a una expresión que utiliza Teresa de Jesús en su libro autobiográfico Vida de la Madre Teresa de Jesús (capítulo 33), cuando dice: andaban los tiempos recios, para describir la época que a ella le tocó vivir, cuando en 1559, la Inquisición arrestó al arzobispo de Toledo, Bartolomé Carranza, y se celebró también en Valladolid un auto de fe contra el clérigo Agustín de Cazalla que terminó con su ejecución y se publicó en esa misma ciudad el denominado Índice del Inquisidor General Fernando de Valdés, por el que se mandaba recoger y quemar los libros sospechosos y se prohibía la lectura de muchas obras espirituales de las que era fiel seguidora Teresa. Vargas Llosa pretende hacer un símil entre la época de Teresa con los tiempos también duros que vivió Guatemala durante los años cincuenta del siglo XX.

## Argumento
La novela retrata los entresijos del golpe militar que en 1954 terminó en Guatemala con el gobierno de Jacobo Árbenz y aupó a Carlos Castillo Armas a la presidencia del país. Con una mezcla de personajes reales y ficticios, pone de manifiesto el poder de la manipulación y su capacidad para dirigir la opinión pública y hacer de la mentira una verdad.

## Acontecimientos y personajes históricos relacionados con el libro
- United Fruit
  - Samuel Zemurray
  - Edward Bernays
- Juan José Arévalo

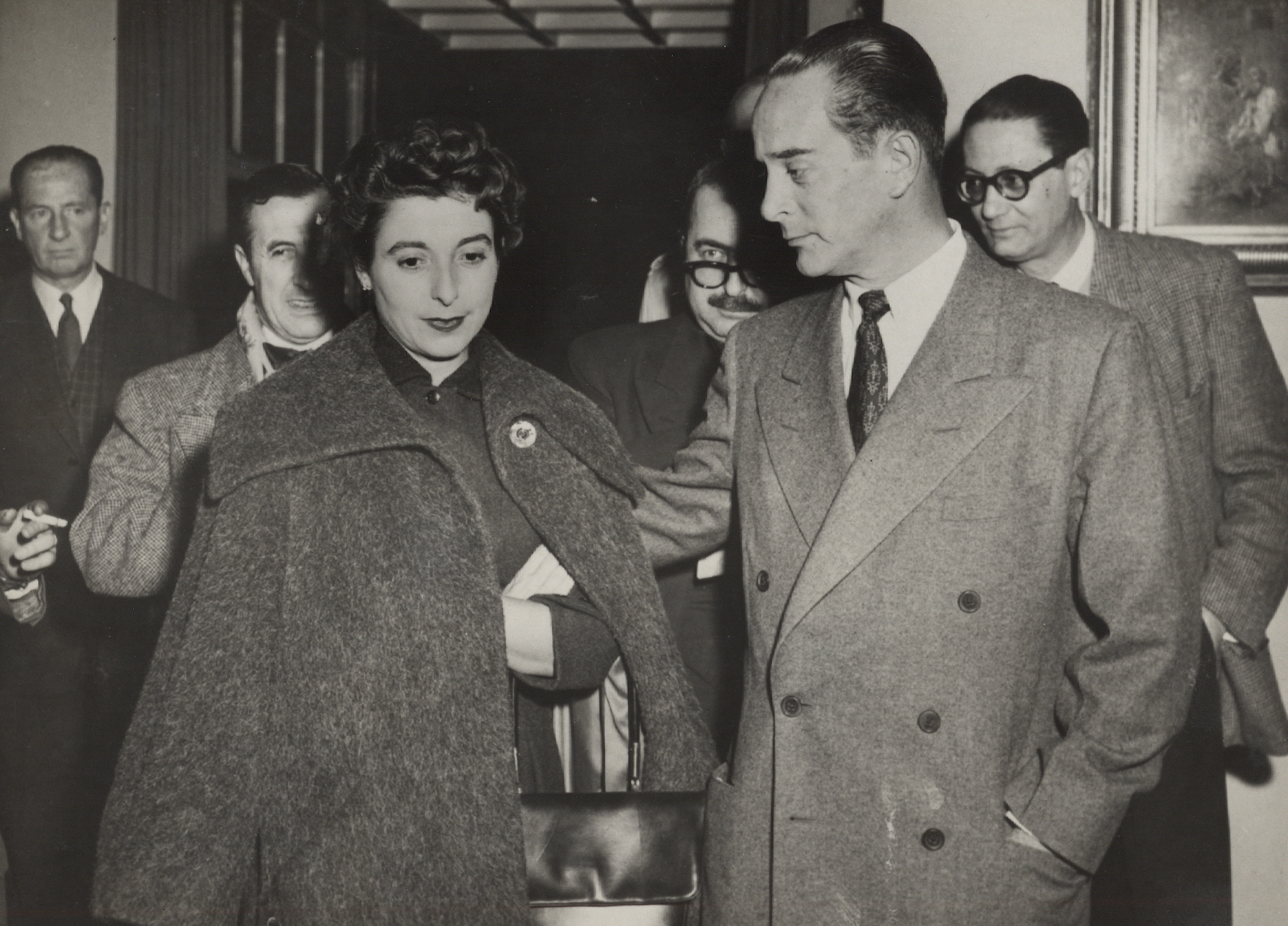
Jacobo Árbenz con su esposa María Cristina Vilanova, durante su exilio en Brasil, 1955.

- Golpe de Estado en Guatemala de 1954
  - Jacobo Árbenz
  - María Cristina Vilanova
  - Carlos Castillo Armas
  - Odilia Palomo Paíz
  - Mariano Rossell y Arellano
  - Agencia Central de Inteligencia (Estados Unidos)
- Rafael Trujillo Molina
  - Johnny Abbes
- Anastasio Somoza García
- Gloria Bolaños Pons